# Luís Gonzaga (Aktivist)

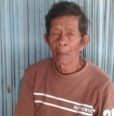
Luis Gonzaga

Luís Gonzaga (* 1. Februar 1947 in Manutaci, Portugiesisch-Timor) ist ein osttimoresischer Unabhängigkeitsaktivist.
Gonzaga war in der indonesischen Besatzungszeit ein Unterstützer des Widerstands. Zwischen 1991 und 1993 versteckte er mehrmals Ma'huno Bulerek Karathayano, den Kommandeur der Forças Armadas de Libertação Nacional de Timor-Leste (FALINTIL), und auch andere Guerilleros in seinem Haus in der Aldeia Mamurlau (Suco Manutaci). Gonzago wurde dafür 2016 mit der Medal des Ordem de Timor-Leste ausgezeichnet.